# Květový med
Květový med (možno také nektarový med) je druhem medu, který vzniká zpracováním nektaru rostlin včelou v úlu.

## Výroba
Včela přinese do úlu přibližně 40 mg nektaru v medném váčku, kde se o jeho zpracování postará další skupina včel v úle. Přenesou jej do buněk a zahušťují jej výměšky svých žláz. Až klesne obsah vody z původních 60 % na zhruba 18 %, včely med zavíčkují a skladují na bezsnůšková období.
Pokud nektar pochází pouze z jednoho druhu rostlin, má med charakteristickou chuť i aroma a bývá označován podle dané rostliny (např. lipový, jetelový, řepkový,…).

## Vlastnosti
Tento druh medu zlatavé barvy je zpravidla sladší než med medovicový. Obsahuje i více jednoduchých cukrů (glukóza, fruktóza), proto je vhodný pro okamžité dodání energie. Obsahuje až 0,5 % rostlinných bílkovin a téměř žádný podíl tuku. Z minerálních látek obsahuje např. draslík, vápník, hořčík. Také příjmem železa a manganu z medu lze pokrýt významnou část doporučené denní dávky těchto stopových prvků.